# Polícar
Polícar – gmina w Hiszpanii, w prowincji Grenada, w Andaluzji, o powierzchni 5,38 km². W 2011 roku gmina liczyła 220 mieszkańców.
Początki tego miejsca jako zalążka ludności zdają się sięgać czasów Imperium Dolnego Rzymu, chociaż to w okresie rządów islamu osiągnął swój największy rozwój i odtąd zachowuje swoją strukturę wąskich zaułków i swoistej architektury.